# Gmina Tinglev
Gmina Tinglev (duń. Tinglev Kommune) – w latach 1970–2006 (włącznie) jedna z gmin w Danii w okręgu południowej Jutlandii (Sønderjyllands Amt). 
Siedzibą władz gminy było miasto Tinglev. 
Gmina Tinglev została utworzona 1 kwietnia 1970 na mocy reformy podziału administracyjnego Danii. Po kolejnej reformie w 2007 r. weszła w skład nowej gminy Aabenraa.

## Dane liczbowe
- Liczba ludności: (♀ 5182 + ♂ 4966) = 10 148
  - wiek 0-6: 8,7%
  - wiek 7-16: 14,9%
  - wiek 17-66: 62,9%
  - wiek 67+: 13,5%
- zagęszczenie ludności: 31,1 osób/km²
- bezrobocie: 5,4% osób w wieku 17-66 lat
- cudzoziemcy z UE, Skandynawii i USA: 507 na 10 000 osób
- cudzoziemcy z krajów Trzeciego Świata: 153 na 10 000 osób
- liczba szkół podstawowych: 4 (liczba klas: 59)